# 愛知県特別支援学校一覧
| 総数                                     | 37校・4分校      |
| 国立                                     | 1校              |
| 公立                                     | 36校・4分校      |
| 私立                                     | 0校              |
| 教育委員会所在地                         | 〒460-8534       |
| 日本 愛知県名古屋市中区三の丸3丁目1番2号 |                  |
| 公式サイト                               | 愛知県教育委員会 |

愛知県特別支援学校一覧（あいちけんとくべつしえんがっこういちらん）は、愛知県にある特別支援学校の一覧。県立学校ではないものも含むので注意。

## 国立特別支援学校
- 愛知教育大学附属特別支援学校（岡崎市）

## 特別支援学校（知的障害、肢体不自由、病弱教育）
それぞれの種別を兼ねないものも含むので注意。

### 名古屋市
- 愛知県立名古屋特別支援学校（西区）
- 愛知県立港特別支援学校（港区）
- 名古屋市立西特別支援学校 （中川区）
- 名古屋市立南特別支援学校 （熱田区）
  - 名古屋市立南特別支援学校分校（名古屋市立宝小学校内）
- 名古屋市立天白特別支援学校（天白区）
- 名古屋市立守山特別支援学校（守山区）
- 名古屋市立若宮高等特別支援学校（名古屋市立若宮商業高等学校内）

### 豊橋市
- 愛知県立豊橋特別支援学校
- 豊橋市立くすのき特別支援学校

### 岡崎市
- 愛知県立岡崎特別支援学校
- 愛知県立みあい特別支援学校

### 一宮市
- 愛知県立一宮特別支援学校
- 愛知県立一宮東特別支援学校

### 瀬戸市
- 瀬戸市立瀬戸特別支援学校
  - 瀬戸市立瀬戸特別支援学校光陵校舎（瀬戸市立光陵中学校内）
- 愛知県立瀬戸つばき特別支援学校

### 半田市
- 愛知県立半田特別支援学校
- 愛知県立ひいらぎ特別支援学校

### 春日井市
- 愛知県立春日台特別支援学校
- 愛知県立春日井高等特別支援学校

### 豊川市
- 愛知県立豊川特別支援学校
  - 愛知県立豊川特別支援学校本宮校舎（愛知県立宝陵高等学校内）

### 刈谷市
- 刈谷市立刈谷特別支援学校

### 豊田市
- 愛知県立豊田高等特別支援学校
- 豊田市立豊田特別支援学校

### 安城市
- 愛知県立安城特別支援学校

### 小牧市
- 愛知県立小牧特別支援学校

### 稲沢市
- 愛知県立いなざわ特別支援学校

### 大府市
- 愛知県立大府特別支援学校
- 愛知県立大府もちのき特別支援学校
  - 愛知県立大府もちのき特別支援学校桃花校舎（愛知県立桃陵高等学校内）

### 愛西市
- 愛知県立佐織特別支援学校

### みよし市
- 愛知県立三好特別支援学校

### 田原市
- 愛知県立豊橋特別支援学校 潮風教室（愛知県立福江高等学校内）

### 北設楽郡
- 愛知県立豊橋特別支援学校 山嶺教室（設楽町・愛知県立田口高等学校内）

### 西尾市
- 愛知県立にしお特別支援学校 - 2022年4月開校

## 特別支援学校（視覚障害）

### 名古屋市
- 愛知県立名古屋盲学校

### 岡崎市
- 愛知県立岡崎盲学校

## 特別支援学校（聴覚障害）

### 名古屋市
- 愛知県立名古屋聾学校
- 愛知県立千種聾学校

### 豊橋市
- 愛知県立豊橋聾学校

### 岡崎市
- 愛知県立岡崎聾学校

### 一宮市
- 愛知県立一宮聾学校

## リンク
- 愛知県教育委員会
  - 探そマイ！スクール(普通学校も含む、愛知県教育委員会)
- 特別支援学校 | 愛知県 (愛知県教育委員会事務局特別支援教育課)
- 学校一覧 - 愛知県